# Laguna de Agua Brava
Agua Brava es un estero y laguna de la costa mexicana del océano Pacífico, en el estado de Nayarit. Es pantanosa y tiene un perfil irregular, con un litoral de 3 kilómetros. En esta laguna desembocan varios ríos: el río Bejuco, río Rosamorada parte del río o arroyo San Francisco el río Acaponeta, que atraviesa el municipio de Tecuala. Alcanza una profundidad de 4,5 metros. Comunica con el mar por la Boca de Teacapán